# Hamza El Barbari
Pour les articles homonymes, voir El Barbari.
Hamza El Barbari est un boxeur marocain né le 6 juillet 1993 à Casablanca.

## Carrière
Hamza El Barbari est médaillé de bronze dans la catégorie des moins de 69 kg aux Jeux méditerranéens de 2022 à Oran. Il est ensuite médaillé d'or dans la catégorie des moins de 71 kg aux championnats d'Afrique de boxe amateur 2022 à Maputo.